# Rolf Slotboom
Rolf 'Ace' Slotboom (Amsterdam, 23 augustus 1973) is een voormalig Nederlands pokerspeler. Zijn officiële toernooiresultaten overstijgen $675.000,-.

## Biografie
Slotboom begon in 1995 als croupier bij de Concord Card Club in Amsterdam en later in Wenen. In 1998 werd hij professioneel pokerspeler. Kenmerkend voor de speelstijl van Slotboom waren zijn onorthodoxe, grote raises tijdens het spel.
Slotboom werd in 2005 officieus Nederlands kampioen poker toen hij de Holland Casino Pokerkampioenschappen won. Zijn grootste cash behaalde Slotboom bij de Master Classics of Poker 2006, waar hij een vijfde plaats behaalde met een prijs van € 96.250.
Naast zijn prestaties in het poker was Slotboom schrijver en columnist. Zo werkte hij mee aan het boek Hold'em on the Come. Ook fungeerde hij als commentator bij de pokeruitzendingen van Eurosport. Hij schreef een column voor het tijdschrift Poker Magazine. 
Na een carrière als professioneel pokerspeler ging Slotboom aan de slag als woordvoerder van de Nederlandse Pokerbond. In 2017 stopte hij daarmee.
Vanaf 2012 vervulde Slotboom enkele functies bij de politieke partij D66. Sinds 2016 is Slotboom woordvoerder bij de Koninklijke Nederlandse Biljartbond.
In 2017 werd hij opgenomen in de Nederlandse Poker Hall of Fame, samen met Steven van Zadelhoff.